# めぐり逢い (西城秀樹の曲)
「めぐり逢い」（めぐりあい）は、西城秀樹の86枚目のシングル。2006年9月27日にユニバーサルミュージックK.K.（ユニバーサルJレーベル、現：ユニバーサルミュージックLLC）から発売された。

## 解説
- カナダ人ピアニストのアンドレ・ギャニオンのインストルメンタル曲に、オリジナルの日本語詞をつけたバラード作品である。
- 西城にとって脳梗塞から復帰後の第1弾シングルとなる。前作から実に3年2ヶ月ぶりのリリースであった。
- 西城は2018年5月16日に死去したため、西城にとって本作が事実上、生前最後のフィジカル・シングルとなった[注釈 1]。
- C/Wの「最後の愛」は1999年にリリースしたシングルのリメイク・バージョンである。
- 記載によっては「めぐり逢い」と「Same old story 〜男の生き様〜」の両A面シングルと紹介されているが[2]、実際は「めぐり逢い」を単独A面としたシングルである[3]。

## 収録曲
1. めぐり逢い [5:12]
日本語詞：有森聡美／作曲：André Gagnon／編曲：塩入俊哉
2. Same old story 〜男の生き様〜 [4:44]
作詞・作曲：Will Jennings、Joe Sample／日本語詞：有森聡美／編曲：塩入俊哉
3. 最後の愛 [4:28]
作詞：安部純／作曲：平義隆／編曲：宅見将典
4. めぐり逢い（オリジナル・カラオケ）[5:12]
5. Same old story 〜男の生き様〜（オリジナル・カラオケ）[4:44]
6. 最後の愛（オリジナル・カラオケ）[4:26]